# Segunda Divisão Húngara
Segunda Divisão Húngara ( NB II, Nemzeti Bajnokság II, Campeonato Nacional II) é a segunda divisão do futebol Húngaro. No final da temporada de 2004/05, o campeonato deixou de ter 14 times participantes em um único grupo e passou a ser disputado por dois grupos: Keleti (Leste) and Nyugati (Oeste), cada um com 16 times. O campeão de cada grupo é elevado para a primeira divisão húngara enquanto os dois times com pior campanha da primeira divisão são rebaixados para a segunda divisão (NB2).

## Equipas 2010-11

### Grupo Leste
| Clube                    | Cidade             |
| ------------------------ | ------------------ |
| Békéscsaba 1912 Előre SE | Békéscsaba         |
| Bőcs KSC                 | Bőcs               |
| Ceglédi VSE              | Cegléd             |
| DVSC-DEAC                | Debrecen           |
| Diósgyőri VTK            | Miskolc - Diósgyőr |
| Hajdúböszörményi TE      | Hajdúböszörmény    |
| Kazincbarcikai SC        | Kazincbarcika      |
| Makó FC                  | Makó               |
| Mezőkövesd-Zsóry SE      | Mezőkövesd         |
| MTK Budapest II          | Budapest           |
| Nyíregyháza Spartacus FC | Nyíregyháza        |
| Orosháza FC              | Orosháza           |
| Rákospalotai EAC         | Budapest           |
| Dunakanyar-Vác FC        | Vác                |
| Újpest FC II             | Budapest           |
| Vecsési FC               | Vecsés             |

### Grupo Oeste
| Clube                 | Cidade            |
| --------------------- | ----------------- |
| Bajai LSE             | Baja              |
| Barcsi SC             | Barcs             |
| BKV Előre SC          | Budapest          |
| Budaörs SC            | Budaörs           |
| Budapest Honvéd II    | Budapest          |
| Ferencvárosi TC II    | Budapest          |
| Gyirmót SE            | Gyirmót           |
| Győri ETO FC II       | Győr              |
| FC Ajka               | Ajka              |
| FC Fehérvár II        | Fehérvár          |
| FC Tatabánya          | Tatabánya         |
| Kaposvölgye VSC       | Nagyberki         |
| Kozármisleny SE       | Kozármisleny      |
| Pécsi Mecsek FC       | Pécs              |
| Szigetszentmiklósi TK | Szigetszentmiklós |
| Veszprém FC           | Veszprém          |

## Campeões
- 2010: Szolnoki MÁV FC (Leste) en Gyirmót SE (oeste)
- 2009: Ferencvárosi TC (Leste) en Gyirmót SE (oeste)
- 2008: Kecskeméti TE (oost) en Szombathelyi Haladás (oeste)
- 2007: Nyíregyháza (oost) en BFC Siófok (oeste)
- 2006: Dunakanyar-Vác FC (Leste) en Paksi SE (oeste)
- 2005: Tatabánya FC
- 2004: Boedapest Honvéd
- 2003: Pécs
- 2002: Celldömölki VSE